# Ostrinia nubilalis
El taladro del maíz (Ostrinia nubilalis) es una plaga de los cereales, especialmente del maíz. Es originario de Europa, originalmente infectando variedades de mijo. En América del Norte se detectó por primera vez en 1917.

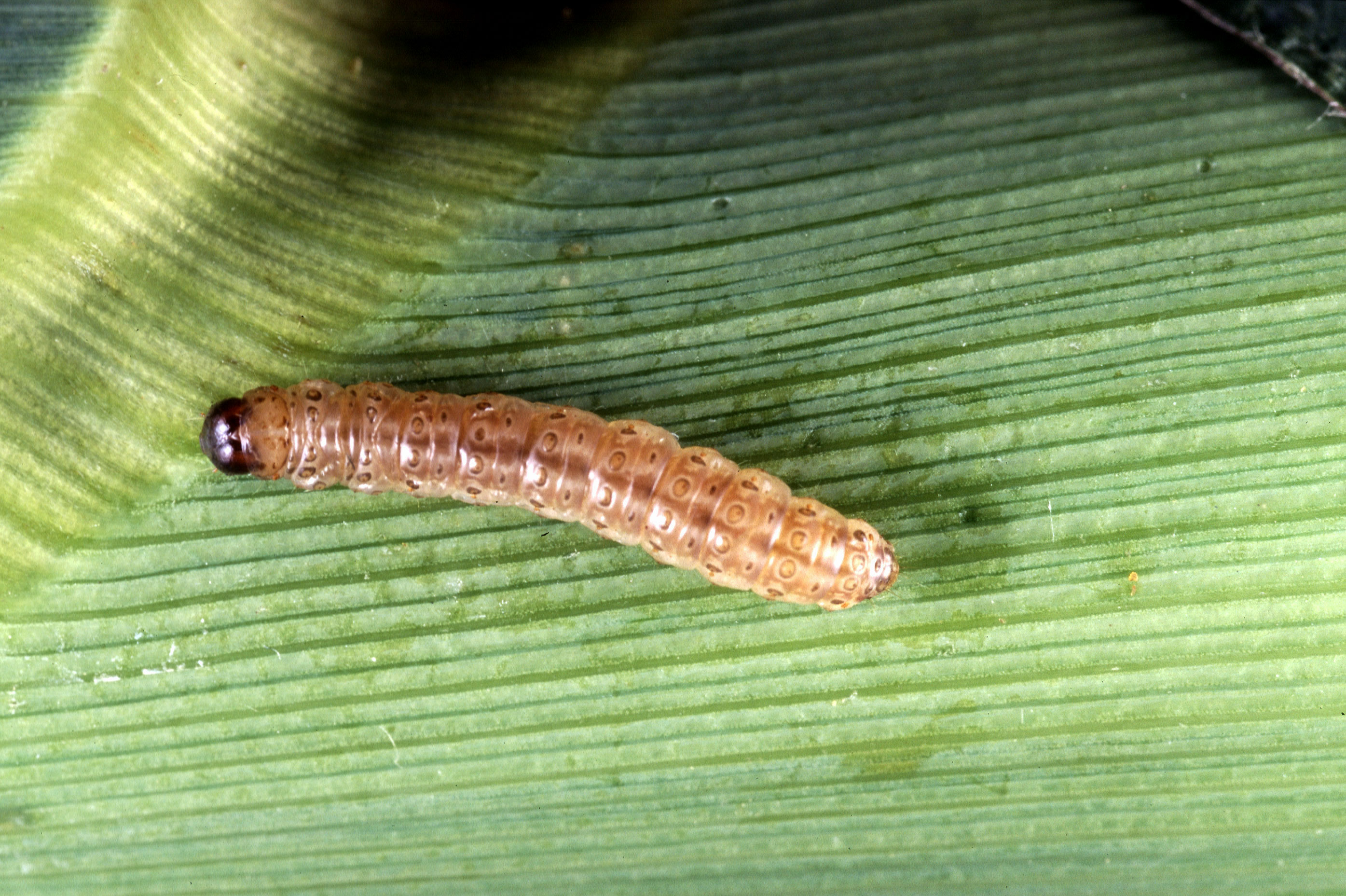
Oruga.

Las orugas del taladro del maíz dañan las mazorcas y los tallos del maíz, ya que hacen túneles dentro de ellos para alimentarse con lo que la planta puede llegar a morir.

## Descripción
El adulto tiene unos 2,5 cm de longitud y 24 a 32 mm de envergadura de alas. La hembra es de color marrón amarillento claro con bandas oscuras irregulares en las alas. El macho es algo menor que la hembra así como de color más oscuro. El extremo de su abdomen sobresale del final de sus alas cuando las tiene cerradas. La larva en su máximo desarrollo puede alcanzar 26 mm de longitud, la coloración de la larva puede variar desde un gris claro a una rosa intenso con pequeñas manchas en cada uno de sus segmentos.
Las hembras depositan grupos de 15 a 20 huevos normalmente en el envés de las hojas, llegando a poner 500 a 600 en una estación. Los huevos son de coloración blanco amarillenta. Según las larvas se van desarrollando el huevo se va haciendo más transparente, llegando a poder verse la cabeza negra de la larva inmadura en su interior. Llevan de 3 a 12 días para la eclosión de la larva, según las condiciones del tiempo. La oruga sale del huevo masticando su cascarón.
Hay una generación anual al norte y tres o cuatro al sur. Pasa el invierno como larva. Se alimenta de 200 especies de plantas.

## Plaga de cultivos
Es una seria plaga de cultivos especialmente el maíz y también el mijo.

### Control biológico
Entre los controles biológicos usados para controlar esta plaga hay himenóperos parasitoides del género
Trichogramma, el hongo Beauveria bassiana y el protozoo Nosema pyrausta.
El maíz transgénico, maíz Bt, tiene un genoma modificado que incluye una versión sintética de un gen insecticida de la bacteria Bacillus thuringiensis kurstaki. Así, esta variedad de maíz produce una proteína que mata a las larvas de Lepidoptera, incluyendo las de esta especie.

## Galería

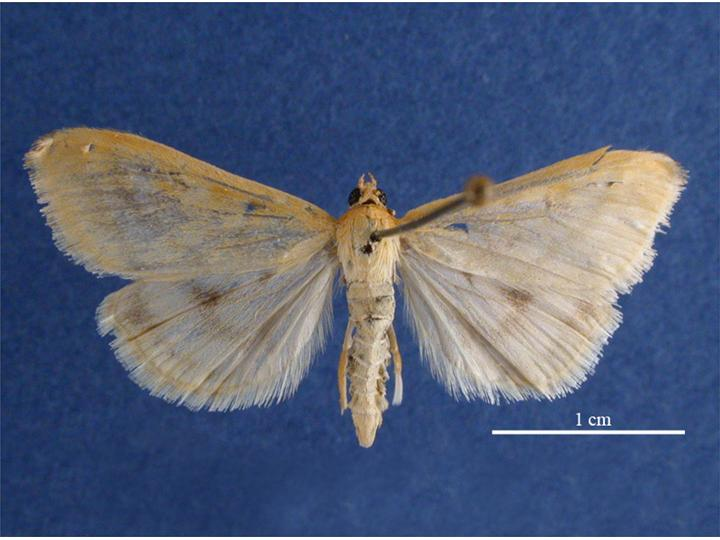
Hembra, vista dorsal
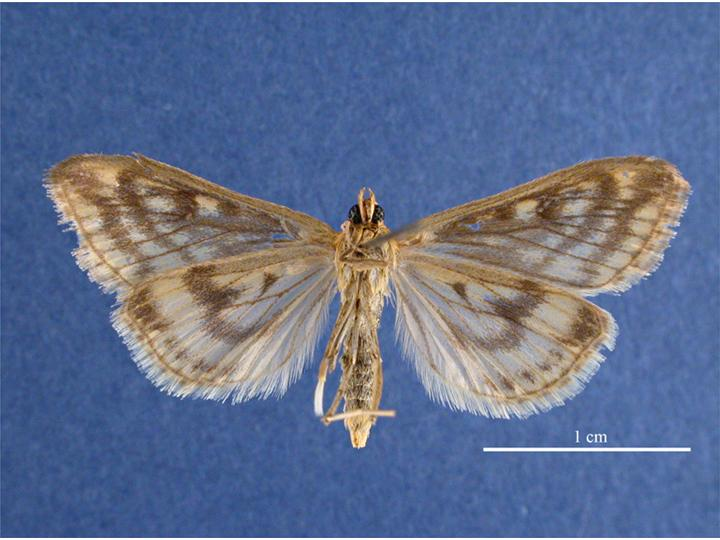
Hembra, vista ventral
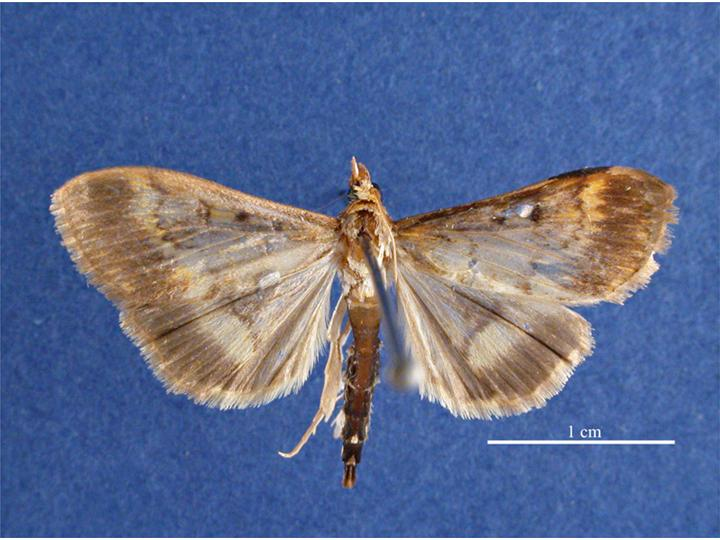
Macho, vista dorsal
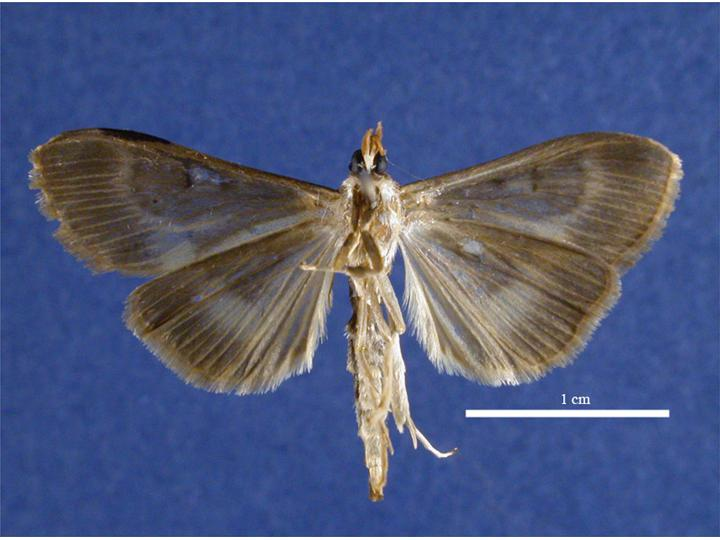
Macho, vista ventral
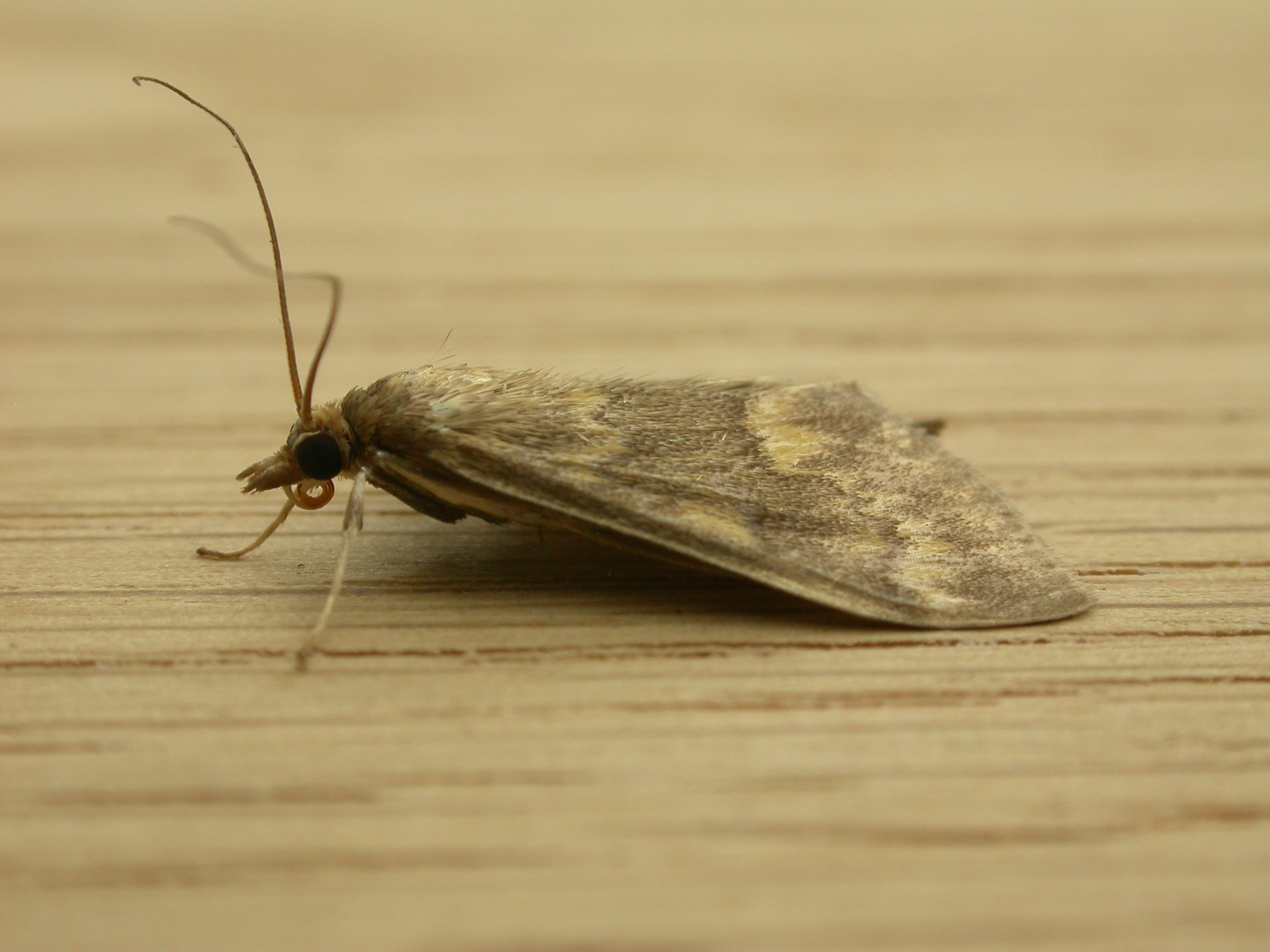
Vista lateral
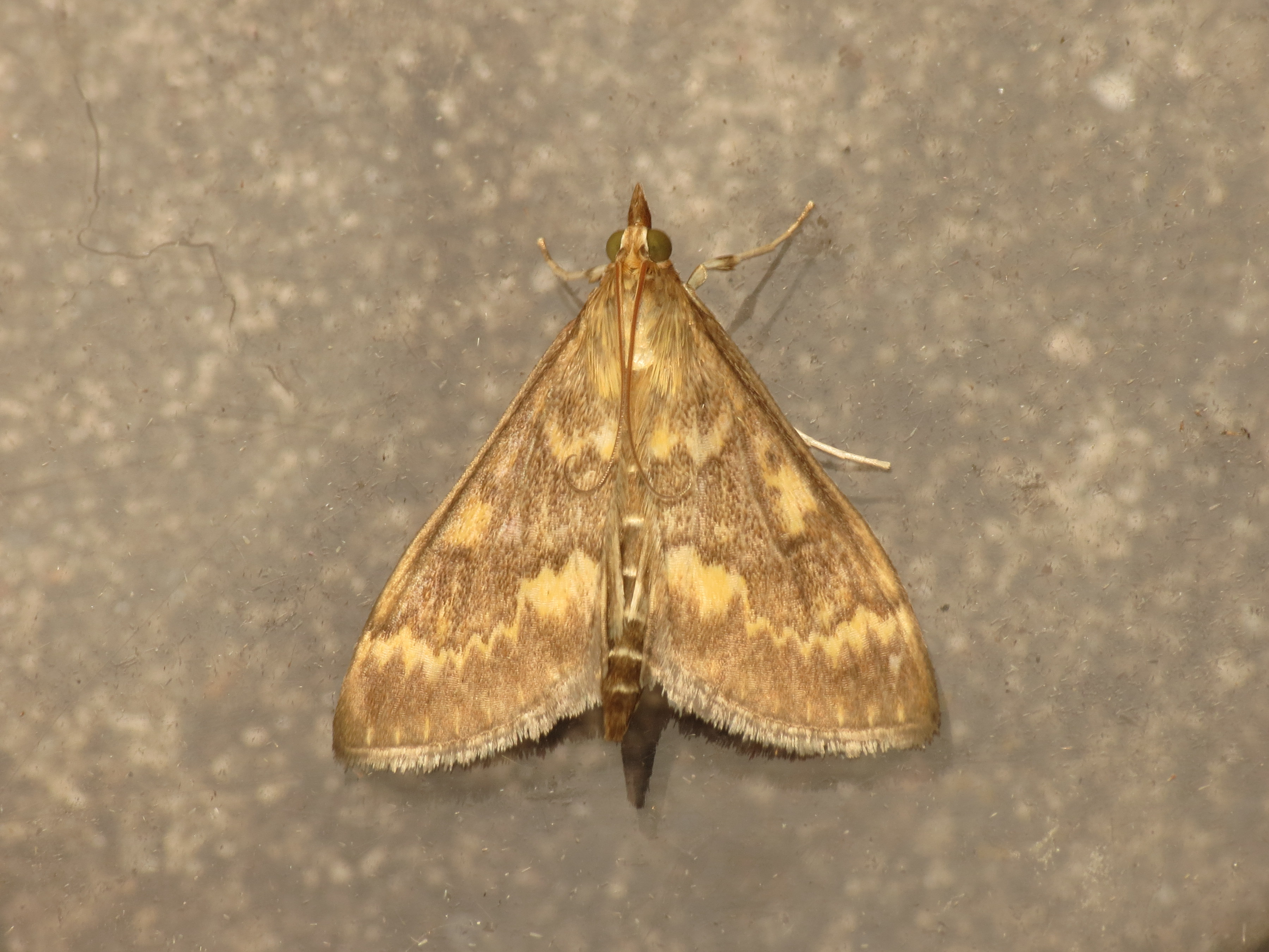
Vista dorsal